# Dimorphelia tergata
Dimorphelia tergata är en tvåvingeart som beskrevs av Loïc Matile 1988. Dimorphelia tergata ingår i släktet Dimorphelia och familjen platthornsmyggor.
Artens utbredningsområde är Nya Kaledonien. Inga underarter finns listade i Catalogue of Life.